# Caldimicrobium thiodismutans
Caldimicrobium thiodismutans é uma bactéria Gram-negativa, termofílica, em forma de bastonete, autotrófica e móvel do gênero Caldimicrobium, que foi isolada de uma fonte termal em Nakabusa, no Japão.